# Jacob et sa princesse
Pour plus de détails, voir Fiche technique et Distribution.
Jacob et sa princesse (Карлик нос, Karlik nos) est un long métrage d'animation russe d'Ilia Maximov sorti en 2003.
Il s'agit d'une adaptation du conte de fée allemand de Wilhelm Hauff, Zwerg Nase.
Le film a été distingué dans plusieurs festivals de films pour enfants, tels ceux de Chicago, Kristiansand et Oulu.

## Synopsis
Jacob, le fils du cordonnier, refuse de se soumettre à une méchante sorcière. Alors celle-ci lui fait perdre sept ans de sa vie et le transforme en un nain particulièrement laid. Lorsque le héros rentre chez lui sous cette forme, les gens se moquent de lui et sa propre mère ne le reconnaît pas.
Mais il a toujours bon cœur et un jour il sauve la vie d'une oie, qui s'avère être une princesse à laquelle on a jeté un mauvais sort. Tous deux unissent leurs efforts pour rentrer enfin chez eux et mettre fin aux agissements de la sorcière.

## Fiche technique
- Titre : Jacob et sa princesse
- Titre original : Карлик нос (Karlik nos)
- Réalisation : Ilia Maximov et  Mikhaïl Mechtchaninov
- Réalisation additionnelle : Denis Tchernov
- Scénario : Alexandre Boyarski, aidé de Natalia Tchepik d'après les contes de Wilhelm Hauff
- Musique : Valentin Vassenkov
- Production : Alexandre Boyarski et Sergueï Selianov
- Société de production : CTB Film Company et Melnitsa Animation Studio
- Pays :  Russie
- Genre : Animation, fantasy et film musical
- Durée : 82 minutes
- Dates de sortie : 
  -  Russie : 20 mars 2003

## Version française
- Société de doublage : NDE Production
- Direction artistique : Antony Delclève
- Adaptation des dialogues : Frédéric Alameunière
- Enregistrement et mixage :

## Distribution

### Voix françaises
- Jackie Berger: Jacob (jeune)
- Alexis Tomassian: Jacob (adulte)
- Valérie De Vulpain: la princesse Gerda
- Barbara Tissier: Marie-Ève et Valérie